# Mießl von Zeileissen
Mießl von Zeileissen, auch Miessl von Zeileis(s)en, seit 1915 Zeileissen von Hergetenstein, ist der Name eines böhmischen und österreichischen briefadeligen Geschlechtes. Die Namensschreibweise variierte bis ins 19. Jahrhundert zwischen Müsel, Mießl und Miessl. 

## Geschichte

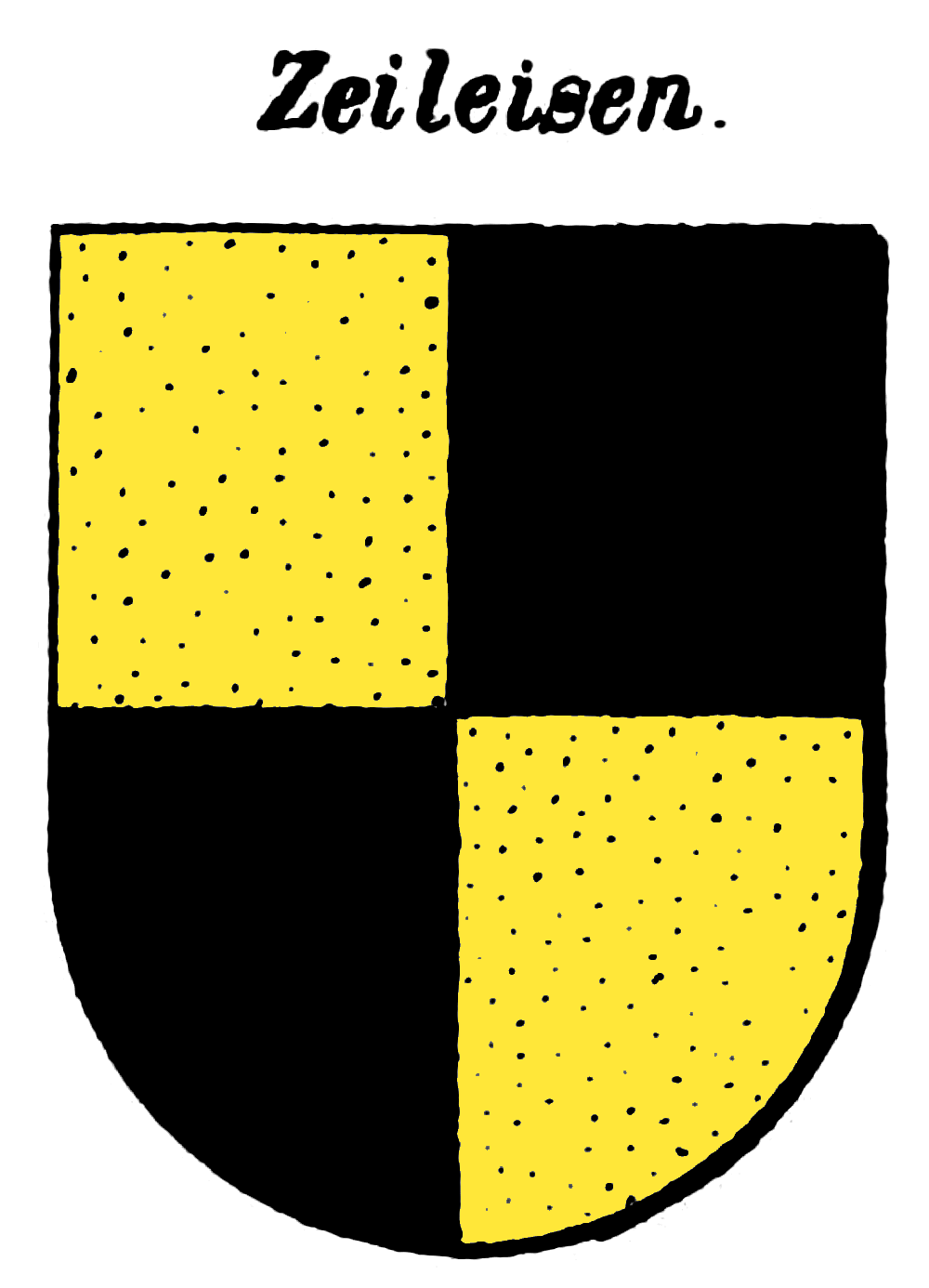
Wappen der Zeileisen

### Zeileisen
Am 12. Mai 1544 verlieh Kaiser Karl V. in Speyer dem Nürnberger Kaufmann Hans Zeileisen und seinen Brüdern einen Wappenbrief. Erhart Zeileisen († 2. November 1562) am Fischbach gründete 1557 gemeinsam mit seiner Ehefrau Katharina Hundbek das „Hundbek-Zeileisischen Stipendium“ von 1300 Goldgulden zur Finanzierung des Studiums künftiger Generationen, das jährlich 52 Gulden ausschüttete. Da er selber kinderlos war bestimmte Erhart Zeileisen seinen Bruder Hans Zeileisen zum Exekutor dieses Legats. Die dritte Bruder Ulrich Zeileisen fungierte als Kantor der Kirche St. Sebald. Johann Zeileisen († 11. November 1570) war außerdem Schulmeister und Astronom, dem in Nürnberg ein Anwesen am Spitalkirchhof gehörte. Sein Epitaph befindet sich auf dem Nürnberger Johannisfriedhof. Wolfgang Zeileisen († 1591) studierte Medizin und wirkte später in Nürnberg als Apotheker.

### Mießl von Zeileissen

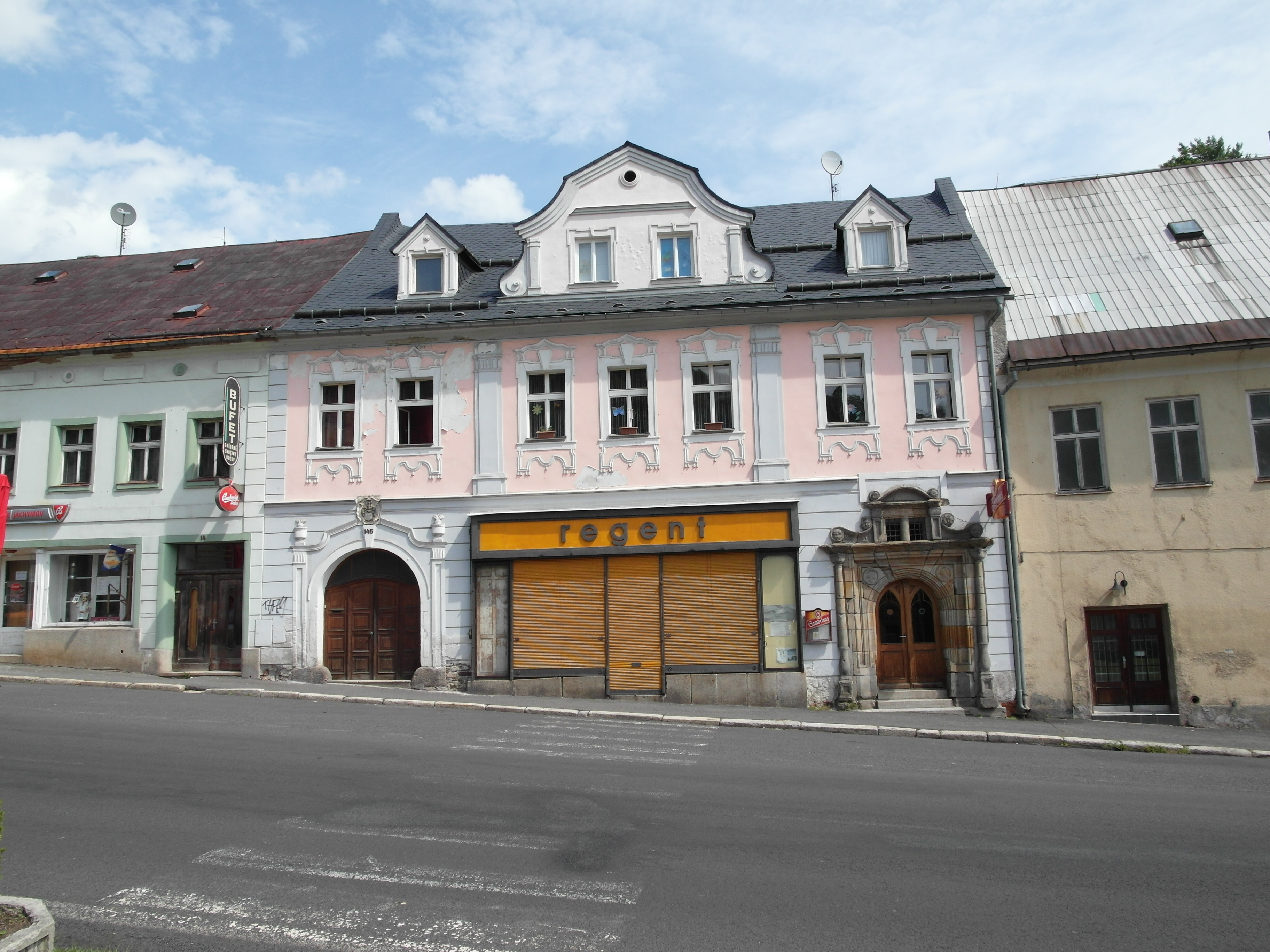
Patrizierhaus in St. Joachimsthal mit einem spätbarocken Portal mit dem Wappen der Familie Zeileisen

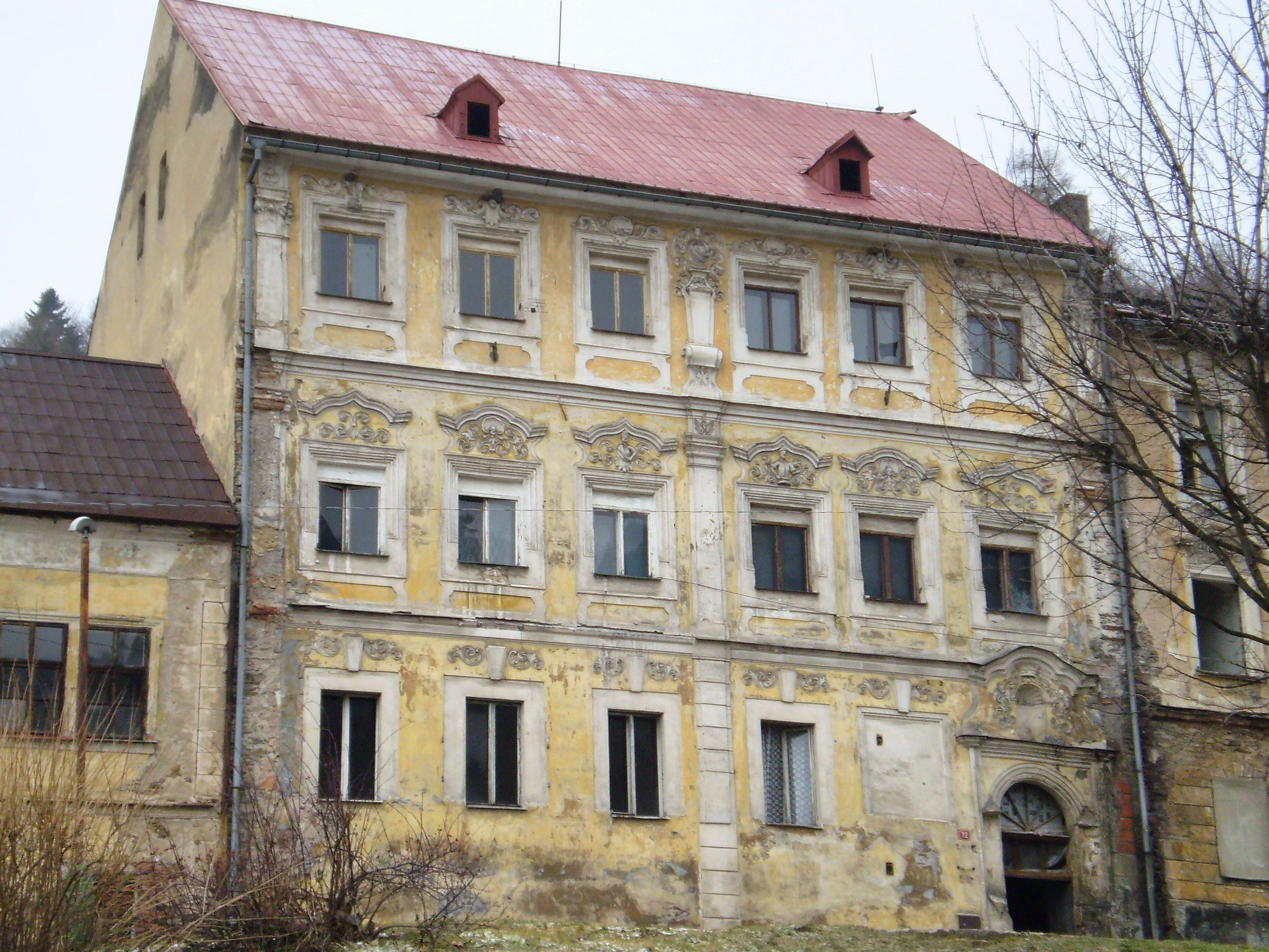
Wohn- und Verwaltungshaus des Oberzehntners in St. Joachimsthal

Der Stammvater der in Bergstadt Platten weitverzweigten Familie, war der Fleischer Peter Müsel (* 1579 in St. Joachimsthal). 1601 wurde der wegen Missachtung der Handwerksordnung, überteuerter Fleischpreise und anderen Vergehen seiner Heimatstadt verwiesen. Er musste gegen eine Strafzahlung auf sein väterliches Erbteil verzichten und gelobte in den nächsten drei Jahren die Stadt nicht mehr zu betreten. Nach Jahren der Wanderschaft siedelte er sich 1612 in Platten an, wo er sich reichlich Grundbesitz aneignete. Am 10. Juni 1786 wurde der Oberzehntner, Oberamts- und Berggerichtsbeisitzer Johann Nepomuk Mießl (* 1733 in Platten) auf Grund seiner 30-jährigen Dienstleistung und der Kostenersparnis durch die Ermittlung des Mittels, den Torf in gemauerten Öfen zu verkohlen, von Kaiser Joseph II. in den erbländischen Adelsstand erhoben und erwarb dabei von dem in männlicher Linie ausgestorbenen Geschlecht Zeileisen das Wappen und Prädikat „Edler von Zeileisen“. Er war mit Barbara geb. Macasius aus St. Joachimsthal verheiratet, von der Mießl seine Herkunft auf das Geschlecht herleitete: 

„Das k. Kreisamt gibt bekannt, das Seine Majestät vermöge Hofdekret vom 10. Juni 1786 dem hiesigen Oberzehentner Johann N. Miesl der Adelsstand mit dem Prädikat Edler von Zeileisen verliehen hat. Dieses Praedicat bezieht sich auf den ehemaligen hiesigen Gewerken und Nürnberger Patricier Zeileisen, von dem Miesl seine Abstammung herleitet, weshalb Miesl angewiesen wurde, sich diesfalls mit der Obrigkeit in Nürnberg in Correspondenz zu setzen.“

Am 26. Juli 1883 wurde der Statthaltereirat für das Königreich Böhmen, Vorsitzender der k. k. Landessubkomission für die Regelung der Grundsteuer in Eger, sowie k. k. Bezirkshauptmann der Bezirkshauptmannschaft von Karlsbad Johann Mießl von Zeileissen (* 1822 in St. Joachimsthal), als Träger des Ordens der Eisernen Krone, III. Klasse, in den erblichen österreichischen Ritterstand erhoben.  

### Zeleissen von Hergetenstein
Karl Zeileissen (* 1862 in Karlsbad) erhielt zusätzlich das Prädikat „von Hergetenstein“. Ihm wurde am 6. Mai 1915 die Ablegung des Namens Mießl und die alleinige Führung der Prädikats „Zeileissen von Hergetenstein“ als Familiennamen und des verliehenen Wappens von 1786 bewilligt. Nach dem österreichischen Adelsaufhebungsgesetz nannte sich die Familie schlicht Zeileissen. 

## Wappen
Blasonierung: "Gold-Schwarz quadrierter Schild. Auf dem Helm eine wachsende Jungfrau mit breiter Kopfbinde, in den ausgestreckten Händen jeweils einen Eisenstab haltend."

## Genealogie (Auswahl)
- Hans Zeileisen d. Ä. († 1570), Kaufmann in Nürnberg und St. Joachimsthal; ⚭ Johanna Haßler 

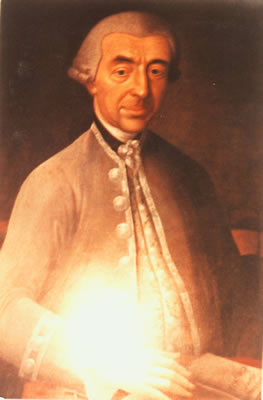
Johann Nepomuk Mießl

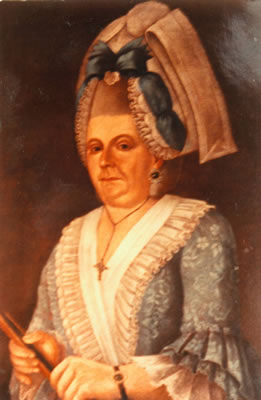
Barbara Mießl

  - Magdalena Zeileisen (* 1567), ⚭ Andreas Schedlich (1561–1616), Bürgermeister und Stadtrichter von St. Joachimstal[11]
    - Jacob Schedlich (1591–1669), Bürgermeister und Organist in St. Joachimsthal; ⚭ Susanna Schönbach (1590–1638)
      - Johann Jakob Schedlich (1625–1665), königlicher Amtsschreiber in St. Joachimsthal; ⚭ 1652 in St. Joachimsthal Maria Barbara Vogelhaupt 
        - Johann Jakob Schedlich († 1699), königlicher Amtsschreiber in St. Joachimsthal; ⚭ 1697 in Platten Maria Rosalia Seeling (1681–1724)
          - Anna Maria Schedlich (* 1698); ⚭ Johann Anton Macasius (* 1669), Stadtschreiber und Magistratsdirektor in St. Joachimsthal
            - Anna Barbara Macasius (1738–1801); ⚭ 1757 in St. Joachimsthal Johann Nepomuk Mießl Edler von Zeileisen, Oberzehntner, Oberamts- und Berggerichtsbeisitzer
              - Maria Anna Procopia Mießl von Zeileisen (1757–?); ⚭ 1775 in Wien Johann Franz Xaver Schöffel (1734–?), Bergrat aus Thalern in Niederösterreich
              - Aloys Mießl Edler von Zeileisen (1759–1815), k. k. Berggeschworener, Oberbergverwalter und Bergrichter; ⚭ Antonia Peithner von Lichtenfels (1776–1848)
                - Wenzel Mießl Edler von Zeileisen (1799–1854), Eisenverschleißfaktor in Prag; ⚭ Barbara NN (1819–1863)
                  - Aloys Mießl Edler von Zeileissen (1844–?), seit 1864 Kadet beim Großfürsten Konstantin

              - Barbara Apollonia Prisca Mießl von Zeileisen (1763–?); ⚭ 1782 in St. Joachimsthal Kajetan Putz (1755–1825), Bergmeister von Abertham und Platten
              - Eva Regina Rosalia Dominica Mießl von Zeileisen (1764–?); ⚭ 1782 in St. Joachimsthal Johann Alois Ungersthaler, k. k. Kassenkontrolleur und Oberamtsbeisitzer
              - Johann Optat Mießl Edler von Zeileisen (1768–1842), Fabrikbesitzer und Bürgermeister von St. Joachimsthal; ⚭ 1791 in Platten Olivia Seeling
                - Wilhelmina Aloysia Ludovika Barbara Olivia Mießl Edle von Zeileisen (1792–1847)
                - Albert Mießl Edler von Zeileisen (1795–1847), k. k. Forst- und Waldmeister in Schlaggenwald; ⚭ 1820 in St. Joachimsthal Karolina Fritsch, Bergratstochter
                  - Johann Mießl Ritter von Zeileisen (1822–1898), k. k. Statthaltereirat und Bezirkshauptmann in Karlsbad; ⚭ 1859 Aloisia Winkler de Forazest (1831–1890)
                    - Karl Ritter Zeileissen von Hergetenstein (1862–1930), Ministerialrat im Handelsministerium; ⚭ 1895 in Prag Helena Rosina Herget (1867–1947), Gesellschafterin
                      - Karl Zeileissen von Hergetenstein (1895–1955), österreichischer Diplomat und Konsul
                      - Rudolf Zeileissen von Hergetenstein (1897–1970), österreichischer Landschafts- und Porträtmaler
                      - Helene Zeileissen von Hergetenstein (1900–1976), Wirtschaftsbesitzerin in Wien

                    - Johanna Nepom. Katharina Aloisia Magdalena Eva Mießl Edle von Zeileissen (1863–1920)
                    - Maria Theresia Karolina Aloisia Johanna Eva Mießl Edle von Zeileissen (1869–1945); ⚭ 1892 in Wien Emil Ebermann (1857–1893), Architekt und Baumeister in Prag

                  - Pauline Klotilde Caroline Mießl Edle von Zeileisen (1836–?), Forstmeisterstochter
                  - Albrecht Mießl Edler von Zeileisen, k. k. Forstwart in Schlaggenwald

              - Josepha Antonia Theresia Mießl Edle von Zeileisen (1770–?); ⚭ 1796 in St. Joachimsthal Norbert Rombaldi Ritter von Hohenfels (1771–1831), Blaufarbenwerksdirektor in Schlegelmühl